# Lecanora arthothelinella
Lecanora arthothelinella är en lavart som beskrevs av Helge Thorsten Lumbsch. 
Lecanora arthothelinella ingår i släktet Lecanora och familjen Lecanoraceae. Inga underarter finns listade i Catalogue of Life.